# SN 2006eh
SN 2006eh – supernowa typu IIn odkryta 20 sierpnia 2006 roku w galaktyce UGC 2308. W momencie odkrycia miała maksymalną jasność 18,20m.